# Cristina Araújo Gámir
Cristina Araújo Gámir és una escriptora i filòloga espanyola.
Va néixer a Madrid al 1980. Es va llicenciar en Filologia anglesa per la Universitat Complutense de Madrid. Després de formar-se, va treballar en un estudi de doblatge revisant traduccions de documentals per als prestigiosos canals National Geographic, Historia, Discovery Channel i la BBC, entre d'altres.
Va començar a escriure des de petita i quan va marxar a viure a Frankfurt al 2011, va reprendre l'hàbit d'escriptura. Al llarg de la seva trajectòria ha guanyat diversos premis de relat que s'han publicat en revistes literàries com Archiletras.
L'any 2022 va guanyar el XVIII Premi Tusquets gràcies a la seva primera novel·la, Mira a esa chica, que tracta el tema de les violacions grupals a dones.

## Obres
- Mira a esa chica (2022, Editorial Tusquets)